# Olympische Sommerspiele 2024/Bogenschießen/Qualifikation
Für die Bogenschießwettbewerbe bei den Olympischen Sommerspielen 2024 in Paris standen insgesamt 128 Startplätze (jeweils 64 pro Geschlecht) zur Verfügung. Die Qualifikationskriterien wurden von der World Archery Federation veröffentlicht.
Sechs Startplätze waren Frankreich als Gastgebernation vorbehalten. Vier weitere Plätze – pro Geschlecht zwei – wurden per Wildcard vergeben. Die verbleibenden 118 Plätze wurden dann durch ein Qualifizierungsverfahren vergeben, bei dem die Bogenschützen Quotenplätze für ihre jeweiligen Nationalen Olympische Komitees (NOK) bekommen konnten. Jedoch durfte der Verband selbst darüber entscheiden, welcher Athlet diesen Platz füllen sollte.
Jedes NOK konnte maximal sechs Athleten stellen, drei pro Geschlecht, sofern sich dieses für den Mannschaftswettbewerb qualifizieren. Allen anderen NOKs stand bei den Einzelwettbewerben der Männer und Frauen jeweils maximal nur ein Quotenplatz zu. NOKs, die sich für den Mannschaftswettbewerb qualifiziert hatten, standen auch drei Startplätze im jeweiligen Einzelwettbewerb zu.
Sowohl bei den Männern als auch bei den Frauen gab es insgesamt 11 Startplätze in den jeweiligen Mannschaftswettbewerben, für die sich NOKs qualifizieren konnten. So wurden 66 der 128 Startplätze im Einzel vergeben.
10 der 128 Startplätze im Einzel, fünf pro Geschlecht, wurden über die Mixed Team Qualifikation vergeben. Diese wurden im Rahmen der Kontinentalen Spiele in Europa, Afrika, Amerika, Ozeanien und Asien dem bestplatzierten Mixed-Team im kontinentalen Wettbewerb verliehen.
42 der 128 Startplätze, 21 pro Geschlecht wurden über verschiedene Qualifikationswettbewerbe im Einzel verteilt.
In der Platzierungsrunde für die Einzelwettbewerbe wird bestimmt, welche 16 NOKs am Mixed-Wettkampf teilnehmen. Für jedes NOK, von dem sich mindestens ein Mann und eine Frau qualifiziert hat, werden die Punkte des bestbewerteten Mannes und der bestbewerteten Frau in der Rangliste summiert. Die 15 besten NOKs sowie Frankreich, als Gastgeber, qualifizieren sich für den Wettkampf.
Für den Mixed-Wettkmapf gibt es keine Qualifikationsturniere vor den Spielen 2024. Die Qualifikation wird anhand der Platzierungsrunde in den Einzelwettbewerben durchgeführt. Für jedes NOK, von dem sich mindestens einen Mann und eine Frau qualifiziert hat, werden die Punkte des bestbewerteten Mannes und der bestbewerteten Frau in der Rangliste summiert. Die 15 besten NOKs sowie Frankreich, als Gastgeber, qualifizieren sich für den Wettkampf.
Vom Start der Weltmeisterschaften im Bogenschießen im Juni 2023 bis zum Beginn der Spiele mussten folgende Qualifikationskriterien von den teilnehmenden Athleten bei einem offiziellen Wettbewerb der World Archery Federation über 70 m erfüllt worden sein:
- Männer: 640 Punkte
- Frauen: 610 Punkte

## Übersicht
| Nation                       | Männer | Männer     | Frauen | Frauen     | Mixed      | Gesamt   |
| Nation                       | Einzel | Mannschaft | Einzel | Mannschaft | Mannschaft | Athleten |
| ---------------------------- | ------ | ---------- | ------ | ---------- | ---------- | -------- |
| Ägypten                      | 1      |            | 1      |            | X          | 2        |
| Amerikanische Jungferninseln | 1      |            |        |            |            | 1        |
| Argentinien                  | 1      |            |        |            |            | 1        |
| Aserbaidschan                |        |            | 1      |            |            | 1        |
| Australien                   | 1      |            | 1      |            | X          | 2        |
| Bangladesch                  | 1      |            |        |            |            | 1        |
| Bhutan                       | 1      |            |        |            |            | 1        |
| Brasilien                    | 1      |            | 1      |            | X          | 2        |
| Chile                        | 1      |            |        |            |            | 1        |
| China                        | 3      | X          | 3      | X          | X          | 6        |
| Chinesisch Taipeh            | 3      | X          | 3      | X          | X          | 6        |
| Dänemark                     |        |            | 1      |            |            | 1        |
| Deutschland                  | 1      |            | 3      | X          | X          | 4        |
| El Salvador                  | 1      |            |        |            |            | 1        |
| Estland                      |        |            | 1      |            |            | 1        |
| Finnland                     | 1      |            |        |            |            | 1        |
| Frankreich                   | 3      | X          | 3      | X          | X          | 6        |
| Großbritannien               | 3      | X          | 3      | X          | X          | 6        |
| Guinea                       |        |            | 1      |            |            | 1        |
| Indien                       | 3      | X          | 3      | X          | X          | 6        |
| Indonesien                   | 1      |            | 3      | X          | X          | 4        |
| Israel                       | 1      |            | 1      |            | X          | 2        |
| Italien                      | 3      | X          | 1      |            | X          | 4        |
| Iran                         |        |            | 1      |            |            | 1        |
| Japan                        | 3      | X          | 1      |            | X          | 4        |
| Kanada                       | 1      |            | 1      |            | X          | 2        |
| Kasachstan                   | 3      | X          |        |            |            | 3        |
| Kolumbien                    | 3      | X          | 1      |            | X          | 4        |
| Kuba                         | 1      |            |        |            |            | 1        |
| Luxemburg                    | 1      |            |        |            |            | 1        |
| Malaysia                     |        |            | 3      | X          |            | 3        |
| Mexiko                       | 3      | X          | 3      | X          | X          | 6        |
| Moldau                       | 1      |            | 1      |            | X          | 2        |
| Mongolei                     | 1      |            |        |            |            | 1        |
| Niederlande                  | 1      |            | 3      | X          | X          | 4        |
| Österreich                   |        |            | 1      |            |            | 1        |
| Polen                        |        |            | 1      |            |            | 1        |
| Puerto Rico                  |        |            | 1      |            |            | 1        |
| Rumänien                     |        |            | 1      |            |            | 1        |
| San Marino                   |        |            | 1      |            |            | 1        |
| Slowakei                     |        |            | 1      |            |            | 1        |
| Slowenien                    | 1      |            | 1      |            | X          | 2        |
| Spanien                      | 1      |            | 1      |            | X          | 2        |
| Südafrika                    | 1      |            |        |            |            | 1        |
| Südkorea                     | 3      | X          | 3      | X          | X          | 6        |
| Tschad                       | 1      |            |        |            |            | 1        |
| Tschechien                   | 1      |            | 1      |            | X          | 2        |
| Tunesien                     |        |            | 1      |            |            | 1        |
| Türkei                       | 3      | X          | 1      |            | X          | 4        |
| Ukraine                      | 1      |            | 1      |            | X          | 2        |
| Usbekistan                   | 1      |            | 1      |            | X          | 2        |
| Vereinigte Staaten           | 1      |            | 3      | X          | X          | 4        |
| Vietnam                      | 1      |            | 1      |            | X          | 2        |
| Gesamt: 53 NOKs              | 64     | 12         | 64     | 12         | 27         | 128      |

## Zeitplan
| Qualifikationswettbewerb                 | Datum                     | Ort               |
| ---------------------------------------- | ------------------------- | ----------------- |
| Europaspiele 2023                        | 23. – 29. Juni 2023       | Krakau            |
| Weltmeisterschaften 2023                 | 28. Juli – 6. August 2023 | Berlin            |
| Asienspiele 2022                         | 2. – 8. Oktober 2023      | Hangzhou          |
| Panamerikanische Spiele 2023             | 1. – 5. November 2023     | Santiago de Chile |
| Asienmeisterschaften 2023                | 3. – 10. November 2023    | Bangkok           |
| Afrikanisches Qualifikationsturnier      | 6. – 12. November 2023    | Nabeul            |
| Asiatisches Qualifikationsturnier        | 9. – 12. November 2023    | Bangkok           |
| Pazifikspiele 2023                       | 21. – 24. November 2023   | Honiara           |
| Panamerikanisches Qualifikationsturnier  | 8. – 9. April 2024        | Medellín          |
| Panamerikanische Meisterschaften 2024    | 9. – 12. April 2024       | Medellín          |
| Europameisterschaften 2024               | 6. – 12. Mai 2024         | Essen             |
| Finales Qualifikationsturnier Mannschaft | 15. – 16. Juni 2024       | Antalya           |
| Finales Qualifikationsturnier Einzel     | 15. – 16. Juni 2024       | Antalya           |

## Männer
| Qualifikationswettbewerb                              | Ort               | Athleten pro NOK | Startplätze | Qualifizierte Nationen                         |
| Mannschaft                                            | Mannschaft        | Mannschaft       | Mannschaft  | Mannschaft                                     |
| ----------------------------------------------------- | ----------------- | ---------------- | ----------- | ---------------------------------------------- |
| Gastgeber                                             | —                 | 3                | 3           | Frankreich                                     |
| Weltmeisterschaften 2023                              | Berlin            | 3                | 9           | Japan Südkorea Türkei                          |
| Asiatisches Qualifikationsturnier                     | Bangkok           | 3                | 3           | Kasachstan                                     |
| Panamerikanisches Qualifikationsturnier               | Medellín          | 3                | 3           | Kolumbien                                      |
| Europäisches Qualifikationsturnier                    | Essen             | 3                | 3           | Italien                                        |
| Finales Qualifikationsturnier                         | Antalya           | 3                | 9           | Mexiko Chinesisch Taipeh Großbritannien        |
| Rangliste                                             | —                 | 3                | 6           | China Indien                                   |
| Mixed-Team                                            |                   |                  |             |                                                |
| Europaspiele 2023                                     | Krakau            | 1                | 1           | Spanien                                        |
| Afrikanisches Qualifikationsturnier                   | Nabeul            | 1                | 1           | Tschad                                         |
| Asienspiele 2022                                      | Hangzhou          | 1                | 0           | Indonesien ZW                                  |
| Panamerikanische Spiele 2023                          | Santiago de Chile | 1                | 1           | Vereinigte Staaten                             |
| Pazifikspiele 2023                                    | Honiara           | 1                | 1           | Australien                                     |
| Einzel                                                |                   |                  |             |                                                |
| Europaspiele 2023                                     | Krakau            | 1                | 2           | Deutschland Moldau                             |
| Weltmeisterschaften 2023                              | Berlin            | 1                | 3           | Brasilien Indonesien Kanada                    |
| Asienspiele 2022                                      | Hangzhou          | 1                | 1           | China Q Mongolei                               |
| Panamerikanische Spiele 2023                          | Santiago de Chile | 1                | 1           | Mexiko Q Chile                                 |
| Asiatisches Qualifikationsturnier                     | Bangkok           | 1                | 0           | Chinesisch Taipeh Q Indien Q                   |
| Afrikanisches Qualifikationsturnier                   | Nabeul            | 1                | 2           | Ägypten Südafrika                              |
| Ozeanien Qualifikationsturnier                        | Auckland          | 1                | 0           | Neuseeland Z Tonga ZW                          |
| Panamerikanische Meisterschaften 2024                 | Medellín          | 1                | 2           | Argentinien Amerikanische Jungferninseln       |
| Europameisterschaften 2024                            | Essen             | 1                | 3           | Niederlande Slowenien Ukraine                  |
| Finales Qualifikationsturnier Einzel                  | Antalya           | 1                | 5           | Usbekistan Bangladesch Kuba Vietnam Tschechien |
| Wildcard                                              | —                 | 1                | 2           | El Salvador Bhutan                             |
| Neuverteilung ungenutzter Plätze (über Weltrangliste) | —                 | 1                | 3           | Finnland Israel Luxemburg                      |
| Gesamt                                                | Gesamt            | Gesamt           | 64          |                                                |

## Frauen
| Qualifikationswettbewerb                              | Ort               | Athletinnen pro NOK | Startplätze | Qualifiziert                                              |
| Mannschaft                                            | Mannschaft        | Mannschaft          | Mannschaft  | Mannschaft                                                |
| ----------------------------------------------------- | ----------------- | ------------------- | ----------- | --------------------------------------------------------- |
| Gastgeber                                             | —                 | 3                   | 3           | Frankreich                                                |
| Weltmeisterschaften 2023                              | Berlin            | 3                   | 6           | Deutschland Mexiko                                        |
| Asienmeisterschaften 2023                             | Bangkok           | 3                   | 3           | Südkorea                                                  |
| Panamerikanisches Qualifikationsturnier               | Medellín          | 3                   | 3           | Vereinigte Staaten                                        |
| Europäisches Qualifikationsturnier                    | Essen             | 3                   | 3           | Niederlande                                               |
| Finales Qualifikationsturnier                         | Antalya           | 3                   | 12          | China Malaysia Großbritannien Chinesisch Taipeh           |
| Rangliste                                             | —                 | 3                   | 6           | Indonesien Indien                                         |
| Mixed-Team                                            |                   |                     |             |                                                           |
| Europaspiele 2023                                     | Krakau            | 1                   | 1           | Spanien                                                   |
| Afrikanisches Qualifikationsturnier                   | Nabeul            | 1                   | 0           | Tschad ZW                                                 |
| Asienspiele 2022                                      | Hangzhou          | 1                   | 0           | Indonesien ZW                                             |
| Panamerikanische Spiele 2023                          | Santiago de Chile | 1                   | 0           | Vereinigte Staaten ZW                                     |
| Pazifikspiele 2023                                    | Honiara           | 1                   | 1           | Australien                                                |
| Einzel                                                |                   |                     |             |                                                           |
| Europaspiele 2023                                     | Krakau            | 1                   | 1           | Großbritannien Q Italien                                  |
| Weltmeisterschaften 2023                              | Berlin            | 1                   | 2           | Japan Tschechien Vereinigte Staaten Q                     |
| Asienspiele 2022                                      | Hangzhou          | 1                   | 0           | China Q Chinesisch Taipeh Q                               |
| Panamerikanische Spiele 2023                          | Santiago de Chile | 1                   | 2           | Brasilien Kolumbien                                       |
| Asiatisches Qualifikationsturnier                     | Bangkok           | 1                   | 1           | Malaysia Q Usbekistan                                     |
| Afrikanisches Qualifikationsturnier                   | Nabeul            | 1                   | 2           | Ägypten Tunesien                                          |
| Ozeanien Qualifikationsturnier                        | Auckland          | 1                   | 0           | Neuseeland Z Fidschi ZW                                   |
| Panamerikanische Meisterschaften 2024                 | Medellín          | 1                   | 2           | Kanada Puerto Rico                                        |
| Europameisterschaften 2024                            | Essen             | 1                   | 3           | Österreich Estland Türkei                                 |
| Finales Qualifikationsturnier Einzel                  | Antalya           | 1                   | 6           | Indien Q Iran Ukraine Moldau Polen Slowakei Aserbaidschan |
| Wildcard                                              | —                 | 1                   | 2           | Guinea San Marino                                         |
| Neuverteilung ungenutzter Plätze (über Weltrangliste) | —                 | 1                   | 5           | Dänemark Israel Rumänien Slowenien Vietnam                |
| Gesamt                                                | Gesamt            | Gesamt              | 64          |                                                           |